# 児玉洋一
児玉 洋一（こだま よういち、1905年1月16日 - 1981年3月24日）は、日本の経済史学者。
和歌山県那賀郡粉河町（現・紀の川市）出身。1926年和歌山高等商業学校（現和歌山大学）卒。1958年「近世瀬戸内海における塩業、特に入浜塩田の成立に関する研究」で経済学博士（大阪大学）。高松高等商業学校助教授、高松経済専門学校教授、1949年香川大学経済学部助教授、1951年教授。1963年経済学部長、1968年定年退官、名誉教授。1970年京都学園大学教授。1962年「近世塩田の成立」で日本学士院賞受賞。

## 著書
- 『紀伊南竜公の経済政策 1』和歌山新人会パンフレット 1934
- 『熊野三山経済史』有斐閣 日本経済史研究所研究叢書 1941　名著出版 1976
- 『アメリカ経済史綜説 並びに其の文化史的研究』有斐閣 1950
- 『近世塩田の成立 特に瀬戸内海の入浜塩田の発達を中心として』日本学術振興会 1960